# ФК Троглав Ливно
Ногометни клуб Троглав је фудбалски клуб из Ливна у Федерацији Босне и Херцеговине, Босна и Херцеговина. Тренутно се такмичи у Првој лиги ФБиХ. Основан је 1918. године као први спортски клуб у Ливну. НК Троглав је добио име по највишем врху планине Динаре, Троглаву.